# Motor Action FC
Der Motor Action FC ist ein simbabwischer Fußballverein aus Harare.
Der Verein wurde 2000 gegründet, nachdem der FC Blackpool aufgelöst worden war. Die Spieler und das Umfeld entschied sich zu dem Schritt, um weiterhin allen Beteiligten eine weitere Basis zu bieten. Nachdem man den Ligaplatz des Blackpool FC übernommen hatte, spielte der Verein mit bescheidenen Erfolg in der Liga. Erst 2010 gelang ihnen der größte Erfolg mit dem Gewinn der Meisterschaft.

## Statistik in den CAF-Wettbewerben
| Wettbewerb                 | Runde    | Gegner            | Hinspiel | Rückspiel           |  |
| -------------------------- | -------- | ----------------- | -------- | ------------------- |  |
|                            |          |                   |          |                     |  |
| CAF Champions League 2011  | Vorrunde | CNaPS Sport       | 0:1 (H)  | 1:0 (A) / 4:3 n. E. |  |
|                            | 1. Runde | ASEC Abidjan      | 0:0 (H)  | 0:0 (A) / 2:4 n. E. |  |
| CAF Confederation Cup 2012 | Vorrunde | Black Leopards FC | 1:1 (A)  | 0:2 (H)             |  |